# الحجلة (حبيش)

تعديل مصدري - تعديل

الحجلة هي إحدى قرى عزلة شباع بمديرية حبيش التابعة لمحافظة إب، بلغ تعداد سكانها 142 نسمة حسب تعداد اليمن لعام 2004.